# Trachelas punctatus
Trachelas punctatus là một loài nhện trong họ Trachelidae.
Loài này thuộc chi Trachelas. Trachelas punctatus được Eugène Simon miêu tả năm 1886.